# Tibet House

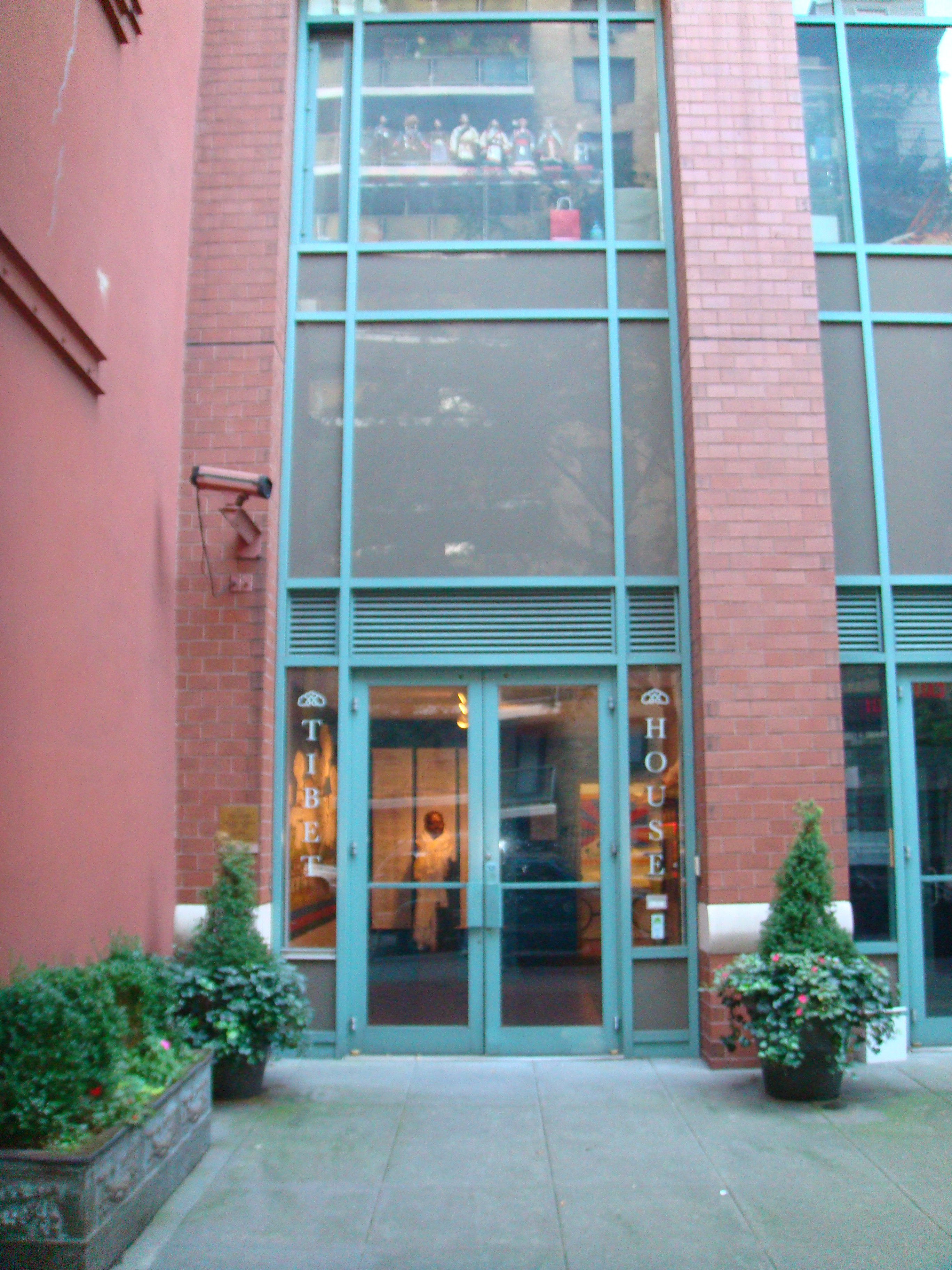
Tibet House

La Tibet House fut fondée en 1987 par le professeur de l'université Columbia Robert Thurman, l'acteur Richard Gere et le compositeur moderne Philip Glass (parmi d'autres) à la demande du 14e dalaï-lama. Elle a été organisée au début à New York, aux États-Unis, et la Tibet House U.S. est toujours basée là-bas. 
Son but affirmé, comme décrit dans le site web de Tibet House : 
- De présenter en occident les traditions du Tibet anciennes d'art et de culture en créant un centre culturel permanent, avec galerie, bibliothèque, et archives, et développant des expositions itinérantes, imprimer des éditions et des productions de médias

- De conserver et restaurer le patrimoine culturel et spirituel unique du Tibet, en développant une collection de rapatriement pour le futur rapatriement d'exemples remarquables d'art tibétain, créant une archive de photographies rares, ouvrant une bibliothèque de recherche, réalisant un site Web sur Internet pour la distribution étendue d'information, et fournir le soutien d'activités de conservation à l'intérieur et à l'extérieur de Tibet

- De partager avec le monde les systèmes pratiques de philosophie spirituels et de sciences d'esprit du Tibet, et ses arts de développement humain, les dialogues interculturels, la non-violence, et la conciliation, au moyen des programmes innovateurs dans la coopération avec les institutions éducatives et culturelles.

Les notes de l'album de 1993 Bat Out of Hell II: Back Into Hell du chanteur de rock américain Meat Loaf décrivent Tibet House comme étant « une organisation dévouée à la culture unique du peuple tibétain qui a le potentiel de réaliser une contribution de valeur pour le monde ».